# Królik (rodzaj)
Królik (Oryctolagus) – rodzaj ssaków z rodziny zającowatych (Leporidae).

## Zasięg występowania
Rodzaj obejmuje jeden żyjący współcześnie gatunek występujący w Europie i północnej Afryce (w Australii i Ameryce Południowej został introdukowany w czasach współczesnych); na całym świecie występuje jako forma udomowiona.

## Morfologia
Długość ciała około 360–380 mm, długość ogona około 65–70 mm; masa ciała 1,5–3 kg.

## Systematyka
Rodzaj zdefiniował w 1845 roku szwedzki zoolog Wilhelm Lilljeborg w książce swojego autorstwa o tytule Sveriges och Norges ryggradsdjur. Na gatunek typowy Lilljeborg wyznaczył królika europejskiego (O. cuniculus).

### Etymologia
- Oryctolagus: gr. ορυκτηρ oruktēr, ορυκτηρος oruktēros „kopacz, górnik”; λαγoς lagos „królik”[10].
- Cuniculus: łac. cuniculus „królik”[11]. Gatunek typowy: Cuniculus campestris Meyer, 1790 (= Lepus cuniculus Linnaeus, 1758) (Meyer); Cuniculus varius S.D.W., 1836 (= Lepus cuniculus Linnaeus, 1758) (S.D.W.).

### Podział systematyczny
Do rodzaju należy jeden występujący współcześnie gatunek:
- Oryctolagus cuniculus (Linnaeus, 1758) – królik europejski

Opisano również gatunki wymarłe:
- Oryctolagus burgi Nocchi & Sala, 1998[14] (Włochy; plejstocen)
- Oryctolagus giberti De Marfà, 2008[15] (Hiszpania; plejstocen)
- Oryctolagus lacosti (Pomel, 1853)[16] (Francja; pliocen)
- Oryctolagus laynensis López Martínez, 1977[17] (Hiszpania; pliocen).